# 福娃五连环
《福娃五连环》，是中国大陆的電視動畫。是由中国的動畫製作公司中央电视台所製作，並在中央电视台播放。第1季是從2007年10月1日到2008年8月24日，全部共54集。

## 登場人物
红火
主角，10歲。的小男孩。出生日期：1998年7月13日。
蓝冰
11歲。的小男孩。出生日期：1997年7月23日。
黑呦
7歲。的小男孩。出生日期：2001年9月5日。
阿黄
8歲。的小男孩。出生日期：2000年10月12日。
小绿
9歲。的小女孩。出生日期：1999年9月25日。